# Espinasses
Espinasses ist eine französische Gemeinde im Département Hautes-Alpes in der Region Provence-Alpes-Côte d’Azur. Sie gehört zum Arrondissement Gap und zum Kanton Chorges.

## Geografie
Die Gemeinde Espinasses liegt an der oberen Durance an der Grenze zum Département Alpes-de-Haute-Provence, etwa 20 Kilometer südöstlich von Gap. Die Gemeindegemarkung reicht bis an den 1734 m hohen Mont Colombis in den Seealpen.
Espinasses grenzt im Norden an Montgardin, im Nordosten an Chorges, im Osten an Rousset-Serre-Ponçon, im Südosten an Ubaye-Serre-Ponçon mit La Bréole (Berührungspunkt), im Süden an Rochebrune und im Westen an Théus.

## Bevölkerungsentwicklung
| Jahr      | 1962 | 1968 | 1975 | 1982 | 1990 | 1999 | 2008 | 2018 |
| --------- | ---- | ---- | ---- | ---- | ---- | ---- | ---- | ---- |
| Einwohner | 790  | 506  | 533  | 565  | 505  | 587  | 660  | 808  |

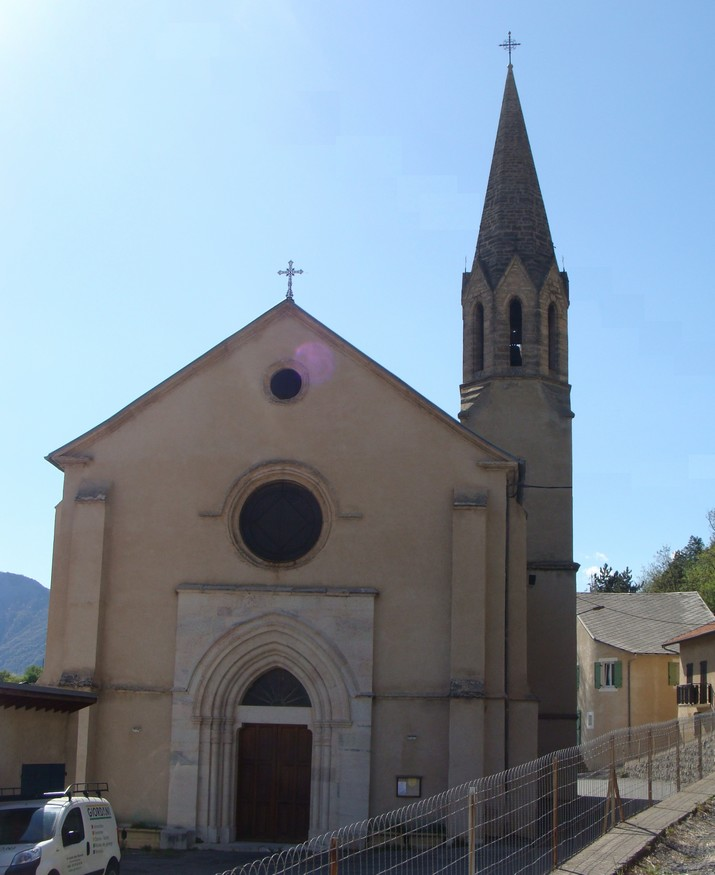
Kirche Sainte-Brigitte
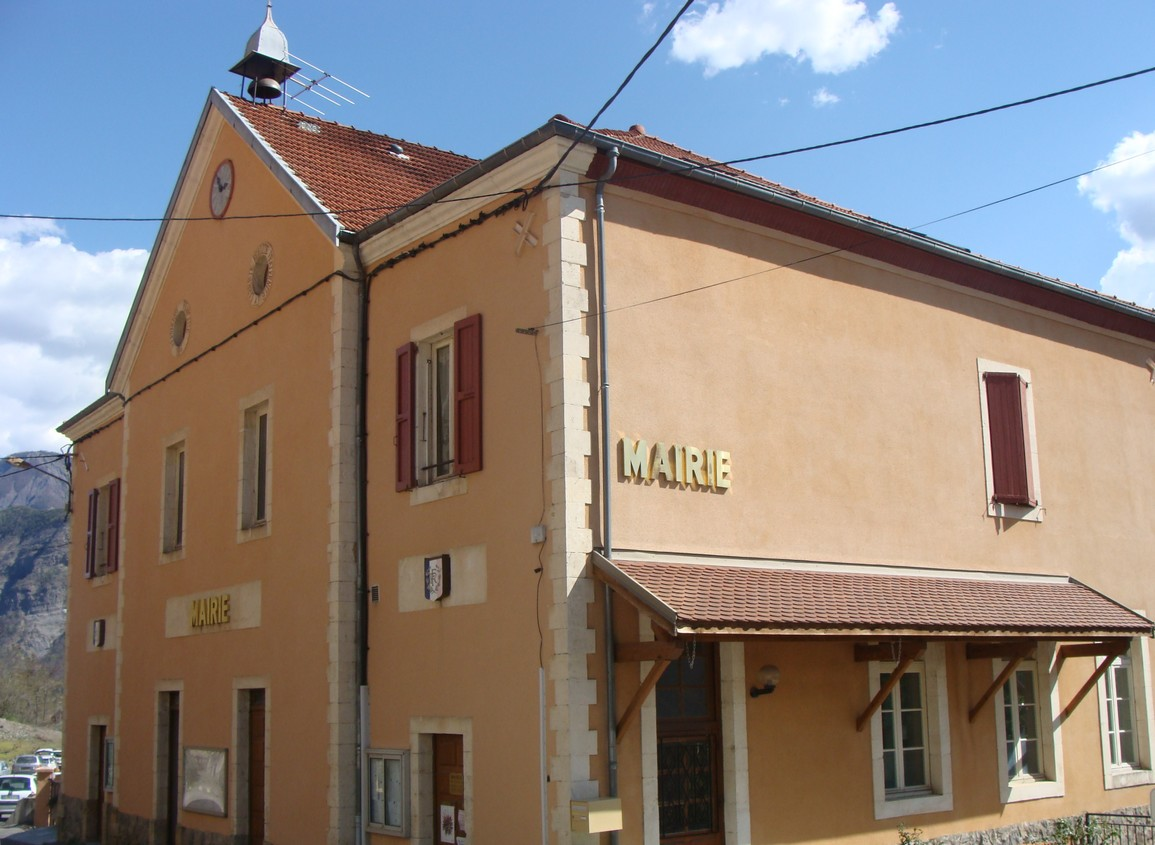
Mairie Espinasses
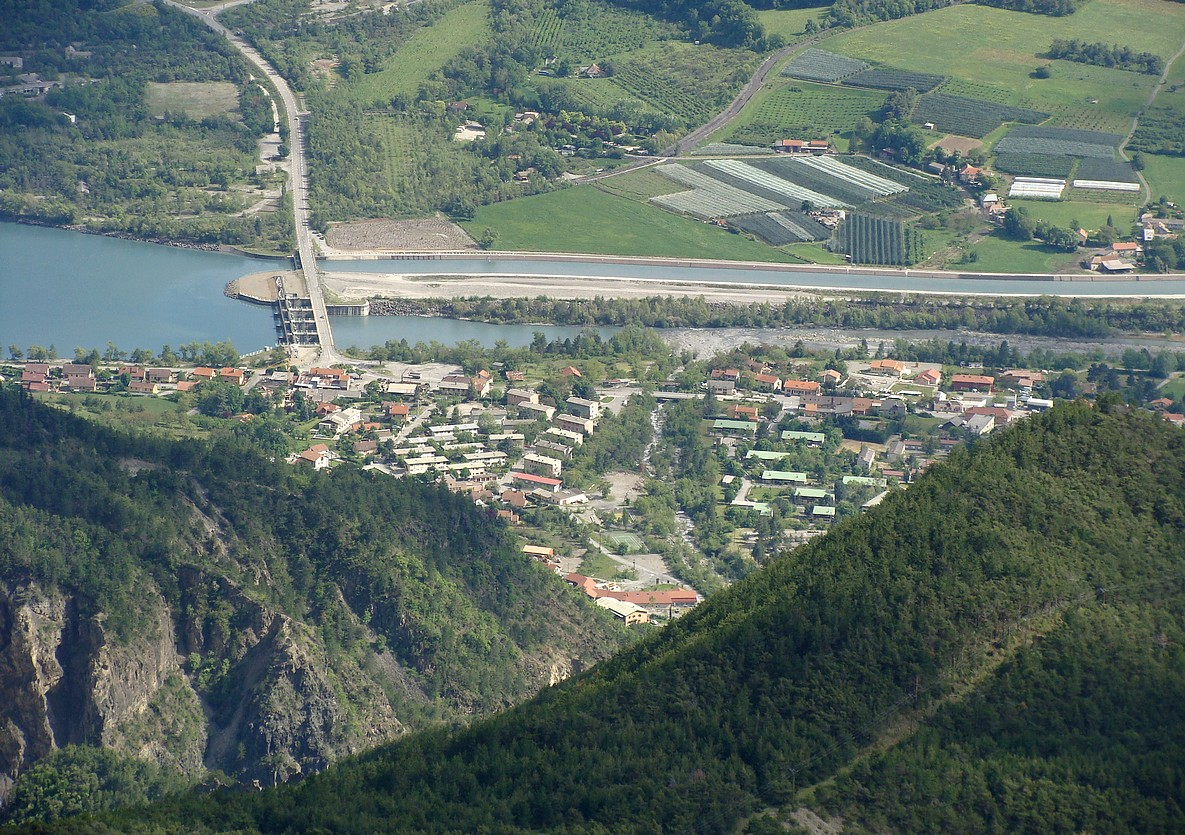
Blick vom Mont Colombis auf die Durance mit dem örtlichen Stauwehr